# Método de Jacobi
O método de Jacobi é um algoritmo para resolver sistemas de equações lineares. Trata-se de uma versão simplificada do algoritmo de valores próprios de Jacobi. O método tem o nome do matemático Alemão Carl Gustav Jakob Jacobi.
O método iterativo de Jacobi é um método clássico que data do final do século XVIII. Técnicas iterativas são raramente utilizadas para solucionar sistemas lineares de pequenas dimensões, já que o tempo requerido para obter um mínimo de precisão ultrapassa o requerido pelas técnicas diretas como a eliminação gaussiana. Contudo, para sistemas grandes, com grande porcentagem de entradas de zero (sistemas esparsos), essas técnicas aparecem como alternativas mais eficientes.  Sistemas esparsos de grande porte frequentemente surgem na análise de circuitos, na solução numérica de problemas de valor de limite e equações diferenciais parciais.

## Descrição
Dada uma matriz quadrada de {\textstyle n} equações lineares:
{\displaystyle A\mathbf {x} =\mathbf {b} }
em que:
{\displaystyle A={\begin{bmatrix}a_{11}&a_{12}&\cdots &a_{1n}\\a_{21}&a_{22}&\cdots &a_{2n}\\\vdots &\vdots &\ddots &\vdots \\a_{n1}&a_{n2}&\cdots &a_{nn}\end{bmatrix}},\qquad \mathbf {x} ={\begin{bmatrix}x_{1}\\x_{2}\\\vdots \\x_{n}\end{bmatrix}},\qquad \mathbf {b} ={\begin{bmatrix}b_{1}\\b_{2}\\\vdots \\b_{n}\end{bmatrix}}.}
Então A pode ser decomposto num componente diagonal D e o resto R:
{\displaystyle A=D+R\qquad {\text{Onde}}\qquad D={\begin{bmatrix}a_{11}&0&\cdots &0\\0&a_{22}&\cdots &0\\\vdots &\vdots &\ddots &\vdots \\0&0&\cdots &a_{nn}\end{bmatrix}},\qquad R={\begin{bmatrix}0&a_{12}&\cdots &a_{1n}\\a_{21}&0&\cdots &a_{2n}\\\vdots &\vdots &\ddots &\vdots \\a_{n1}&a_{n2}&\cdots &0\end{bmatrix}}}
O sistema de equações lineares pode ser reescrito como:
{\displaystyle D\mathbf {x} =\mathbf {b} -R\mathbf {x} }
O método de Jacobi é um método iterativo que resolve o membro esquerdo da expressão em ordem a x ao usar o método resultante da iteração anterior no membro direito. Analiticamente, isto pode ser escrito como:
{\displaystyle \mathbf {x} ^{(k+1)}=D^{-1}(\mathbf {b} -R\mathbf {x} ^{(k)})}
Ou, equivalentemente:
{\displaystyle x_{i}^{(k+1)}={\frac {1}{a_{ii}}}\left(b_{i}-\sum _{j\neq i}a_{ij}x_{j}^{(k)}\right),\quad i=1,2,\ldots ,n.}
Nota-se que a computação de {\displaystyle x_{i}^{k+1}} é feita com base em todos os valores obtidos em iterações anteriores. Ao contrário do método de Gauss-Seidel, não se pode reescrever {\displaystyle x_{i}^{(k)}} com {\displaystyle x_{i}^{(k+1)}}, pois esse valor é necessário durante a continuação da computação. Esta é a diferença mais significativa entre o método de Jacobi e o método de Gauss-Seidel e é o motivo que o torna um algoritmo paralelo.

## Algoritmo

### MATLAB / FreeMat
```
X
 
=
 
input
(
'Insira o vetor chute inicial '
);

A
 
=
 
input
(
'Insira a matriz dos coeficientes do sistema '
);

b
 
=
 
input
(
'Insira o vetor com os termos constantes '
);

m
 
=
 
input
(
'Insira o número máximo de iterações'
);

E
 
=
 
input
(
'Insira a tolerância '
);

n
 
=
 
input
(
'Insira o número de equações '
);

parar
 
=
 
1
;

ni
 
=
 
0
;

while
 
(
parar
 
==
 
1
 
&&
 
ni
 
<
 
m
)

    
for
 
i
=
1
:
n

        
soma
 
=
 
0
;

        
for
 
j
=
1
:
n

            
if
(
j
~=
i
)

                
soma
 
=
 
soma
 
+
 
A
(
i
,
j
)
*
X
(
j
)
/
A
(
i
,
i
);

            
end

        
end

        
x
(
i
)
 
=
 
(
b
(
i
)
/
A
(
i
,
i
))
 
-
 
soma
;

    
end

    
if
 
(
abs
(
norm
(
x
)
 
-
 
norm
(
X
))
<
 
E
)

        
parar
 
=
 
0
;
 

    
else

        
X
=
x
;

    
end

    
ni
 
=
 
ni
 
+
 
1
;

end

disp
(
'Resposta do sistema'
);

disp
(
X
'
);

disp
(
'Número de iterações utilizadas: '
);

disp
(
ni
);

```

### Scilab
Na sequência, apresentamos um código Scilab que implementa uma versão simples do método de Jacobi. Os dados de entrada são: A matriz dos coeficientes, b vetor dos termos constantes, x0 vetor aproximação inicial, TOL tolerância, N número máximo de iterações. A saída é a calculada aproximação da solução de Ax = b.
```
function
 
[x]
 
=
 
jacobi
(
A,b,x0,TOL,N
)

   

    
//preliminar

    
nlin
 
=
 
size
(
A
,
1
);
 
//num. de linhas

    
x
 
=
 
zeros
(
nlin
,
1
);
 
//cria x

   

    
//iterações

    
k
 
=
 
1
;

    
while
 
(
k
 
<
=
 
N
)

       

        
//iteração de Jacobi

        
for
 
i
 
=
 
1
:
nlin

            
x
(
i
)
 
=
 
0
;

            
for
 
j
 
=
 
[
1
:
i
-
1
,
i
+
1
:
nlin
]

                
x
(
i
)
 
=
 
x
(
i
)
 
-
 
A
(
i
,
j
)
*
x0
(
j
);

            
end

            
x
(
i
)
 
=
 
(
x
(
i
)
 
+
 
b
(
i
))
/
A
(
i
,
i
);

        
end

       

        
//critério de parada

        
if
 
(
norm
(
x
-
x0
,
'inf'
)
 
<
 
TOL
)
 
then

            
return
 
x
;

        
end

       

        
//prepara nova iteração

        
k
 
=
 
k
+
1
;

        
x0
 
=
 
x
;

    
end

   

    
//num. de iter. excedido

    
disp
(
'Método falhou.'
)

endfunction

```

### JavaScript
Abaixo é apresentado a resolução utilizando a linguagem JavaScript.
```
function
 
norm
(
Matrix
)
 
{

    
//Requer implementação ou inclusão de biblitecas de terceiros

}

/*

* A = Matriz

* b = Resultado da matriz

*/

function
 
gaussJacobi
(
A
,
 
b
)
 
{

	
var
 
X
 
=
 
new
 
Array
();

	
var
 
x
 
=
 
new
 
Array
();

	
for
 
(
var
 
k
 
=
 
0
;
 
k
 
<
 
b
.
length
;
 
k
++
)

	
{

		
X
[
k
]
 
=
 
0
;
 
//Math.floor((Math.random() * 10000) + 1);

	
}

	
var
 
E
 
=
 
0.00001
;
//Precisão

	
var
 
m
 
=
 
1000
;
//Numero máximo de iterações

	
var
 
ni
 
=
 
0
;
//Contador de iterações

	
var
 
continuar
 
=
 
true
;

	
while
 
(
continuar
 
&&
 
ni
 
<
 
m
)
 
{

	    
for
 
(
var
 
i
=
0
;
 
i
 
<
 
b
.
length
;
 
i
++
)
 
{

	        
soma
 
=
 
0
;

	        
for
 
(
var
 
j
 
=
 
0
;
 
j
 
<
 
b
.
length
;
 
j
++
)
 
{

	            
if
 
(
j
 
!=
 
i
)
 
{

	                
soma
 
=
 
soma
 
+
 
A
[
i
][
j
]
*
X
[
j
]
/
A
[
i
][
i
];

	            
}

	            
x
[
i
]
 
=
 
(
b
[
i
]
/
A
[
i
][
i
])
 
-
 
soma
;

	        
}

		
}

	    
if
 
(
Math
.
abs
(
norm
(
x
)
 
-
 
norm
(
X
))
 
<
 
E
)
 
{

	        
continuar
 
=
 
false
;

		
}
 
else
 
{

	        
X
=
x
.
slice
(
0
);

		
}

	    
ni
 
=
 
ni
 
+
 
1
;

	
}

	
return
 
X
;

}

```

### Java
A seguir apresenta-se o algoritmo na linguagem Java com o vetor padrão de aproximação inicial zero. Parâmetros: matriz → a matriz; b → o vetor dos resultados; e → a precisão; numIter → o número máximo de iterações. Esta função retorna um vetor onde cada posição corresponde a uma variável. Ex.: resultado[0] = x, resultado[1] = y, resultado[2] = z...
```
public
 
static
 
double
[]
 
jacobi
(
double
[][]
 
matriz
,
 
double
[]
 
b
,
 
double
 
e
,
 
int
 
numIter
)
 
{

	

	
double
[]
 
x0
 
=
 
new
 
double
[
matriz
.
length
]
;
    
//vetor dos resultados anteriores

	
double
[]
 
x
 
=
 
x0
.
clone
();
                    
//vetor dos resultados atuais

	
double
 
erro
 
=
 
100
,
 
soma
;

	
int
 
k
 
=
 
0
;
      
//A quantidade de iterações feitas

    
//Zera o vetor x0

	
for
 
(
int
 
i
 
=
 
0
;
 
i
 
<
 
x0
.
length
;
 
i
++
)
 
{

		
x0
[
i
]
 
=
 
0
;

	
}

	
while
 
(
erro
 
>=
 
e
 
&&
 
k
 
<=
 
numIter
)
 
{

		
for
 
(
int
 
i
 
=
 
0
;
 
i
 
<
 
matriz
.
length
;
 
i
++
)
 
{

			
soma
 
=
 
0
;

			
for
 
(
int
 
j
 
=
 
0
;
 
j
 
<
 
matriz
[
0
]
.
length
;
 
j
++
)
 
{

				
if
 
(
i
 
!=
 
j
)
 
{

					
soma
 
+=
 
(
matriz
[
i
][
j
]
 
*
 
x0
[
j
]
)
 
/
 
matriz
[
i
][
i
]
;

				
}

				
x
[
i
]
 
=
 
(
b
[
i
]
 
/
 
matriz
[
i
][
i
]
)
 
-
 
soma
;

			
}

		
}

		
erro
 
=
 
calcErro
(
x
,
 
x0
);

		
x0
 
=
 
x
.
clone
();

		
k
++
;

	
}

	

	
return
 
x
;

	

}

	

//Faz o cálculo do erro

private
 
static
 
double
 
calcErro
(
double
[]
 
a
,
 
double
[]
 
b
)
 
{

	
double
 
result
[]
 
=
 
new
 
double
[
a
.
length
]
;

	
for
 
(
int
 
i
 
=
 
0
;
 
i
 
<
 
a
.
length
;
 
i
++
)
 
{

		
result
[
i
]
 
=
 
Math
.
abs
(
a
[
i
]
 
-
 
b
[
i
]
);

	
}

	
int
 
cont
 
=
 
0
;
            
//um contador

	
double
 
maior
 
=
 
0
;
       
//o maior número contido no vetor

	
while
 
(
cont
 
<
 
a
.
length
)
 
{

		
maior
 
=
 
Math
.
max
(
maior
,
 
result
[
cont
]
);

		
cont
++
;

	
}

	
return
 
maior
;

}

```

## Convergência
A iteração de Jacobi tem a forma:
{\displaystyle \mathbf {x} ^{(k+1)}=T\mathbf {x} ^{(k)}+\mathbf {c} }
onde, {\textstyle T=D^{-1}R} e {\displaystyle \mathbf {c} =D^{-1}b}. Pode-se mostrar que, independentemente da aproximação inicial {\displaystyle \mathbf {x^{(0)}} }, a sequência gerada {\displaystyle \{\mathbf {x} ^{(k)}\}} converge para a solução de {\displaystyle A\mathbf {x} =\mathbf {b} } se, e somente se, o raio espectral da matriz iteração {\displaystyle T} for menor que {\displaystyle 1}. Ou seja, as iterações de Jacobi convergem para a solução do sistema se, e somente se, o raio espectral de {\textstyle D^{-1}R} for menor que {\textstyle 1}, i.e.:
{\displaystyle \rho (D^{-1}R)<1}.
Consequentemente, o método de Jacobi é convergente sempre que a matriz {\textstyle A} seja estrita ou irredutivelmente uma matriz estritamente diagonal dominante.
Recentemente, uma técnica de duplo ciclo foi introduzida para forçar a convergência para a solução correta do algoritmo de Jacobi mesmo quando as condições suficientes para convergência não são verificadas. A técnica de duplo ciclo funciona para matrizes positivas definidas ou dependentes de colunas.

## Exemplos
1. Um sistema linear {\displaystyle Ax=b} é dado por
{\displaystyle A={\begin{bmatrix}2&3\\5&7\\\end{bmatrix}},b={\begin{bmatrix}11\\13\\\end{bmatrix}}}  e {\displaystyle x^{(0)}={\begin{bmatrix}1.1\\2.3\\\end{bmatrix}}.}
Pretende-se usar a equação {\displaystyle x^{(k)}=Tx^{(k-1)}+C}.
Agora é necessário encontrar {\displaystyle D^{-1}} a matriz inversa dos valores da diagonal A através duma decomposição {\displaystyle A=LDU}
{\displaystyle D^{-1}={\begin{bmatrix}1/2&0\\0&1/7\\\end{bmatrix}},L={\begin{bmatrix}0&0\\-5&0\\\end{bmatrix}}}  e {\displaystyle U={\begin{bmatrix}0&-3\\0&0\\\end{bmatrix}}.}
Para se encontrar T recorre-se à equação {\displaystyle T=D^{-1}(L+U)}.
{\displaystyle T={\begin{bmatrix}1/2&0\\0&1/7\\\end{bmatrix}}\left\{{\begin{bmatrix}0&0\\-5&0\\\end{bmatrix}}+{\begin{bmatrix}0&-3\\0&0\\\end{bmatrix}}\right\}={\begin{bmatrix}0&-1.5\\-0.714&0\\\end{bmatrix}}.}
Agora, encontrado T, torna-se necessário obter C recorrendo à expressão {\displaystyle C=D^{-1}b}.
{\displaystyle C={\begin{bmatrix}1/2&0\\0&1/7\\\end{bmatrix}}{\begin{bmatrix}11\\13\\\end{bmatrix}}={\begin{bmatrix}5.5\\1.857\\\end{bmatrix}}.}
Assim, agora teremos {\displaystyle x^{(1)}=Tx^{(0)}+C}.
{\displaystyle x^{(1)}={\begin{bmatrix}0&-1.5\\-0.714&0\\\end{bmatrix}}{\begin{bmatrix}1.1\\2.3\\\end{bmatrix}}+{\begin{bmatrix}5.5\\1.857\\\end{bmatrix}}={\begin{bmatrix}2.05\\1.07\\\end{bmatrix}}.}
E agora podemos encontrar {\displaystyle x^{(2)}}.
{\displaystyle x^{(2)}={\begin{bmatrix}0&-1.5\\-0.714&0\\\end{bmatrix}}{\begin{bmatrix}2.05\\1.07\\\end{bmatrix}}+{\begin{bmatrix}5.5\\1.857\\\end{bmatrix}}={\begin{bmatrix}3.893\\0.3927\\\end{bmatrix}}.}
Agora que se está na posse de X matrizes é possível avaliar a convergência para aproximar as soluções.
2. Efetuando os cálculos com três casas decimais, determine a solução do sistema de equações lineares {\displaystyle AX=B} por meio do método de Jacobi, onde :
{\displaystyle A={\begin{bmatrix}8&1&-1\\1&-7&2\\2&1&9\\\end{bmatrix}}B={\begin{bmatrix}8\\-4\\12\\\end{bmatrix}}}
Nesse caso tem-se:
{\displaystyle x_{1}^{(k+1)}=1-0.125x_{2}^{(k)}+0,125x_{3}^{(k)}}
{\displaystyle x_{2}^{(k+1)}=0.571+0.143x_{1}^{(k)}+0.286x_{3}^{(k)}}
{\displaystyle x_{3}^{(k+1)}=1.333-0.222x_{1}^{(k)}-0.111x_{2}^{(k)}},
E os resultados  de aplicação do método de  Jacobi são mostrados na tabela:
| k                         | 0 | 1     | 2     | 3     | 4     | 5     | 6     |
| ------------------------- | - | ----- | ----- | ----- | ----- | ----- | ----- |
| {\displaystyle x_{1}^{k}} | 0 | 1,000 | 1,095 | 0,994 | 0,992 | 1,001 | 1,000 |
| {\displaystyle x_{2}^{k}} | 0 | 0,571 | 1,095 | 1,027 | 0,990 | 1,000 | 1,000 |
| {\displaystyle x_{3}^{k}} | 0 | 1,333 | 1,047 | 0,968 | 0,998 | 1,001 | 1,000 |

Notemos que a partir da 5 interação o método se estabiliza, com um erro de aproximadamente 0,04%.

## Critério de convergência (critério das linhas)
Seja o sistema linear {\displaystyle Ax=b} e seja: 
α{\displaystyle _{k}} ={\displaystyle \sum _{j=1,j\neq k}^{n}}{\displaystyle {\frac {|a_{kj}|}{|a_{kk}|}}}.
Se α= máx α{\displaystyle _{k}}<1, sendo 1≤k≤n, então o método de Jacobi gera uma sequência {{\displaystyle x(k)}}  convergente para a solução do sistema dado, 
independente da escolha da aproximação inicial, {\displaystyle x(0)}.
Exemplo: 
Analisando a matriz A do sistema linear:
{\displaystyle A={\begin{bmatrix}10&2&1\\1&5&1\\2&3&10\\\end{bmatrix}}},
Temos:
α{\displaystyle _{1}} = {\displaystyle {\frac {2+1}{10}}} = {\displaystyle {\frac {3}{10}}} = 0.3 < 1;
α{\displaystyle _{2}} ={\displaystyle {\frac {1+1}{5}}} =0.4 < 1;
α{\displaystyle _{3}} = {\displaystyle {\frac {2+3}{10}}} = 0.5 < 1
E então máx α{\displaystyle _{k}} = 0.5 < 1, sendo 1≤k≤3 donde, pelo critério das linhas, temos garantia de convergência para o método de Jacobi. 
Sempre que o critério de linhas não for satisfeito, devemos tentar uma permutação de linhas e/ou colunas de forma a obtermos uma disposição para a qual a matriz dos coeficientes satisfaça o critério das linhas.